# Pachylophus inornatus
Pachylophus inornatus är en tvåvingeart som beskrevs av Friedrich Hermann Loew 1860. Pachylophus inornatus ingår i släktet Pachylophus och familjen fritflugor. Inga underarter finns listade i Catalogue of Life.